# 大咸濕
大咸濕（英語：Under The Rose），香港第III級偽紀錄片，由黃霑主持（並由1991年落選亞姐蔡欣倩任助手）及旁述，於1992年6月17日上映。

## 內容
以採訪和「偷拍」形式介紹香港各區的色情場所與事業。

### 片中提及的色情部落及項目
- 荔園：科學美人、男性或女性脫衣舞
- 灣仔駱克道唐樓：人體寫真
- 大角咀：上門擦鞋、一樓一鳳
- 九龍城寨：嫖妓、陽具入珠手術
- 尖沙咀：無上裝酒吧
- 油麻地、旺角：色情錄影帶店
- 飛鵝山、京士柏海水抽水站：幽會勝地
- 香港色情電話及廣告服務、部分戲院的「糖果妹」（指陪男人看戲的女孩）

## 外部連結
- 互联网电影数据库（IMDb）上《大咸濕》的资料（英文）
- 開眼電影網上《大咸濕》的資料（繁體中文）
- 香港影庫上《大咸濕》的資料（繁體中文）
- 时光网上《大咸濕》的資料（简体中文）
- 豆瓣电影上《大咸濕》的資料 （简体中文）

## 註腳
1. ↑  影評人魏君子曾引述高志森（2009年）的說法：「陳奧圖是一個執行名字，基本上靈魂是我，還包括了谷德昭、張肇麟、李力持，還有一點點于仁泰，執行去拍的是陳學人。」[1]